# Котигорошко (мультфільм)
«Котигорошко» — анімаційний фільм 1970 року Творчого об'єднання художньої мультиплікації студії «Київнаукфільм», режисер — Борис Храневич. Мультфільм знято за мотивами однойменної української народної казки.

## Сюжет
У старого чоловіка та його дружини є двоє синів і дочка. Одного разу сини йдуть косити, а дочка несе їм у обід. Але налітає злий багатоголовий Змій, забирає дітей і руйнує хату. Зі сльози дружини виростає горох, а з нього з'являється хлопчик Котигорошко. Він обіцяє повернути братів і сестру та покарати Змія.
Спершу Котигорошко йде до коваля, що той зробив йому булаву. Хлопчик випробовує зброю і після першої спроби просить коваля перекувати її. Отримавши таку булаву, як хотів, Котигорошко йде на пошуки Змія. Він зустрічає трьох велетнів: Вернигору, Вернидуба та Крутивуса. Вони навіть не помічають Котигорошка, але той трусить землю ударом булаву і велетні просять, щоб Котигорошко став їхнім побратимом. Учотирьох вони вирушають до палацу Змія.
Змій кидає перед героям скелі, але Вернигора розбиває їх. Далі лиходій ставить густий ліс дубів, які викорчовує Вернидуб. Змій робить глибоку річку, та її знищує Крутивус. Котигорошко викликає Змія на двобій. Той, здавалося б, спалює хлопчика полум'ям зі своїх пащ. Але Котигорошко встиг врятуватись і ударом булави вганяє Змія у землю, після чого збиває йому голови. Остання голова проте лишається ціла під землею, нападає на хлопчика, та він добиває її булавою. Змієвий замок руйнується і Котигорошко приводить своїх братів з сестрою додому, де батьки відбудували хату.